# Lijst van prijzen
Hieronder staat een lijst van prijzen en eventueel een verwijzing naar een andere lijst als de lijst te groot is geworden.

## Cartoon
- Gouden Hoed, Zilveren Hoed en Bronzen Hoed worden uitgereikt tijdens het Cartoonfestival Knokke-Heist (BEL)
- Gulden Ei (BEL) (prijs van de Euro-kartoenale Kruishoutem)
- Inktspotprijs (NL)
- Junior Inktspotprijs (NL)
- Ton Smits-penning (NL)

## Economie
- Gouden Stier (NL)

## Film
- BAFTA Award (VK)
- Critics' Choice Award (VS)
- Directors Guild of America Award (VS)
- European Film Award
- Genie (CAN)
- Golden Globe (VS)
- Gouden Beer en Zilveren Beer (D) (wordt uitgereikt tijdens het filmfestival Berlijn)
- Gouden Iris (BEL) (wordt uitgereikt tijdens het Brussels Film Festival)
- Gouden Kalf (NL)
- Gouden Leeuw (IT) (wordt uitgereikt tijdens het filmfestival Venetië)
- Gouden Palm (FR) (wordt uitgereikt tijdens het filmfestival Cannes)
- Gouden Schelp (ESP) (wordt uitgereikt tijdens het filmfestival San Sebastian)
- Gouden Spoor (BEL) (Internationaal Filmfestival van Vlaanderen-Gent)
- Grand Prix des Amériques (CAN) (wordt uitgereikt tijdens het Montreal World Film Festival)
- MTV Movie Awards (VS)
- Oscar (VS)
- Plateauprijs (BEL) (Internationaal Filmfestival van Vlaanderen-Gent)
- Premios Ondas (ESP) (een van de belangrijkste Spaanse prijzen, met name op het Iberisch schiereiland en in Latijns-Amerika)
- Rembrandt Award (NL)
- Rutger Hauer Award (NL)
- Screen Actors Guild Award (VS)
- Writers Guild of America Award (VS)
- Gouden Film (NL) (uitgereikt bij de 100.000e bioscoopbezoeker door het Nederlands Film Festival en het Nederlands Fonds voor de Film)
- Platina Film (NL) (uitgereikt bij de 400.000e bioscoopbezoeker door het Nederlands Film Festival en het Nederlands Fonds voor de Film)
- Diamanten Film (NL) (uitgereikt bij de 1.000.000e bioscoopbezoeker door het Nederlands Film Festival en het Nederlands Fonds voor de Film)
- Die Goldene Kamera (D)

## Fotografie
- Börse Photography Price
- Citibank Private Bank Photography Prize
- Foam Paul Huf Award (NL)
- Grote Paul (NL)

- Hasselblad Foundation International Award (SW)
- Hasselblad Masters Award (SW)
- Rabobank Dutch Photographic Portrait Prize (NL)
- World Press Photo

- Zilveren Camera (NL)

## Internet
- Webby Awards
- Prix Ars Electronica
- Internet Hall of Fame

## Journalistiek
- Aad Struijs Persprijs (NL)
- De Tegel (NL)
- Gouden Tape (NL)
- Het Gouden Pennetje (NL)
- Jip Golsteijn Journalistiekprijs (NL)
- Pop Media Prijs (NL)
- Prijs Filip Decock (BEL)
- Prijs voor de Dagbladjournalistiek (NL)

## Maatschappij
- Gottlieb-Duttweilerprijs (ZWI)
- Harriët Freezerring (NL)
- Internationale Karelsprijs Aken (D)
- Internationale Kindervredesprijs (NL)
- Maartenspenning (NL) (uitgereikt door de gemeente Utrecht)
- Prijs voor de Democratie (BEL)
- Prijs voor de Vrijheid (BEL)
- Sacharovprijs
- Van Heuven Goedhart-Penning (NL)

## Nobelprijs
- Prijs van de Zweedse Rijksbank voor economie
- Nobelprijs voor de Fysiologie of Geneeskunde
- Nobelprijs voor de Literatuur
- Nobelprijs voor de Natuurkunde
- Nobelprijs voor de Scheikunde
- Nobelprijs voor de Vrede

## Religie
- Prijs voor het Religieuze Boek (BEL)
- Spaanprijs (NL)
- Templetonprijs (VK)

## Podiumkunsten
- Blijvend Applaus Prijs (NL)
- Zilveren Raampje (NL)

## Strips
- Bronzen Adhemar
- Bulletje en Boonestaak Schaal
- Grand Prix de la ville d'Angoulême
- Marten Toonderprijs
- P. Hans Frankfurtherprijs
- Plastieken Plunk
- Prix Saint-Michel
- Shogakukan Manga Award
- Stripschappenning
- Stripschapprijs
- Stripvos
- Will Eisner-award
- Willy Vandersteenprijs
- Atomiumprijzen

## Taal
- Wablieft-prijs (BEL)

## TelevisieenRadio
- BAFTA Award (VK)
- Bambi (D)
- Beeld en Geluid Award (NL)
- Critics' Choice Television Award (VS)
- Emmy Award (VS)
- Gemini Award (CAN)
- Golden Globe (VS)
- Golden Satellite Award (VS)
- Gouden Loeki (NL)
- Gouden Televizier-Ring (NL)
- Loden Leeuw (NL)
- Omroepman/vrouw van het Jaar (NL)
- Peabody Award (VS)
- De Premios Ondas (ESP)
- Radiobitches Awards (NL)
- Screen Actors Guild Awards (VS)
- Stan Storimans Prijs (NL)
- Swiebertje Award (NL)
- TCA Award (VS)
- TROS Kompas TV-ster (NL)
- Vlaamse Televisie Sterren (BEL)
- Zilveren Nipkowschijf (NL)
- Zilveren Reissmicrofoon (NL)

## Theater
- Annie M.G. Schmidt-prijs (NL) (prijs voor het beste cabaretlied)
- Wim Sonneveldprijs (NL) (jaarlijks uitgereikt aan nieuw kleinkunsttalent op het Amsterdams Kleinkunst Festival)
- Arend Hauer Theaterprijs (NL)
- Culture Comedy Award (BEL) (NL)
- Johan Kaartprijs (NL)
- John Kraaijkamp Musical Award (NL)
- Pisuisse-prijs (NL)
- Theo Mann-Bouwmeesterring (NL)
- Vlaamse Cultuurprijs voor Jeugdtheater (BEL)

## Toneel
In Nederland zijn er veel toneelprijzen, die ook nog regelmatig van naam, jury, sponsor en (geld)prijs wisselen. In dit overzicht zijn dan ook slechts prijzen opgenomen die reeds gedurende een lange tijd bestaan (hebben) en enige bekendheid hebben onder een breed publiek. 
- CJP Trofee (NL)
- Gouden Notekraker (NL)
- Louis d'Or en Theo d'Or van de Vereniging van Schouwburg- en Concertgebouwdirecties (NL)
- Taalunie Toneelschrijfprijs (NL)
- Tony Award (VS)

## Voetbal
- Gouden Schoen: België, Nederland, Europa
- Kampioensschaal
- Landsbeker (in Nederland: de KNVB beker, in Engeland de FA Cup)
- UEFA Cup
- Champions League-beker

## Vormgeving
- Gerrit Noordzijprijs
- H.N. Werkmanprijs
- Nederlandse Designprijzen
- Oeuvreprijs Vormgeving
- Paul Mijksenaar Design for Function Award

## Wetenschap
- Buys Ballotmedaille, prijs voor prominente meteorologen.
- Davy-medaille, uitgereikt door de Royal Society voor een uitzonderlijk belangrijke recente ontdekking in om het even welk onderdeel van de scheikunde
- Japanprijs
- Fields Medal, de "Nobelprijs voor de wiskunde", hoewel deze status in 2003 is overgenomen door de Abelprijs.
- Turing Award, de "Nobelprijs voor de Informatica"
- Spinozapremie, de belangrijkste wetenschappelijke onderscheiding van Nederland.
- Francquiprijs, de belangrijkste wetenschappelijke onderscheiding van België.
- Christiaan Huygens Prijs, wordt jaarlijks uitgereikt aan een recent gepromoveerde onderzoeker in Nederland.
- Ig Nobel prijs, een parodie op de Nobelprijs, wordt uitgereikt voor (onbedoeld) humoristisch onderzoek.
- Eureka! prijs, een Nederlandse prijs die wordt uitgereikt wegens inzet voor het populariseren van wetenschappelijke kennis.
- Dr. A.H. Heinekenprijs, wordt elke twee jaar uitgereikt.
- Abelprijs, ingevoerd in 2003 en geldt sindsdien als de "Nobelprijs voor de wiskunde".
- Descartesprijs, prijs van de Europese Unie toegekend wegens resultaten voortkomend uit Europese samenwerking.
- Prijs van Wetenschap en Maatschappij, prijs van de Stichting de Avond van Wetenschap en Maatschappij toegekend aan opvallend vernieuwend en maatschappelijk waardevol onderzoek.
- Frans Van Cauwelaertprijs, voor jonge Vlaamse wetenschappers.
- De vernufteling , Nederlandse ingenieursprijs
- Prins Friso Ingenieursprijs
- Wolfprijs, wetenschaps- en kunstprijs (ISR)
- Wubbo Ockelsprijs, tweejaarlijkse prijs die uitgereikt wordt door de gemeente Groningen aan mensen die een uitzonderlijke prestatie hebben geleverd op het gebied van natuurwetenschappen of techniek.
- Masursky Award, prijs van de Division for Planetary Sciences van de American Astronomical Society voor planetair astronomen.
- Zeeuwse prijs voor Kunsten en Wetenschappen, voor uitzonderlijke bijdragen aan cultuur en wetenschap in Zeeland
- Mr. J. W. Frederiksprijs, voor de beste studie op het gebied van kunstnijverheid

## Overige
- Applause Award
- British Fashion Awards
- CAPaward (NL)
- Ernest van Loon Trofee (NL)
- Frans Molenaar-prijs (NL)
- Goldman Environmental Prize (milieu)
- De Gouden Veer (BEL)
- Linschoten Penning (NL)
- Ramon Magsaysay Award

## Land van uitreiking
Achter enkele prijzen staat aangegeven waar de prijs wordt uitgereikt:
- (BEL): België
- (CAN): Canada
- (D): Duitsland
- (ESP): Spanje
- (FR): Frankrijk
- (ISR): Israël
- (IT): Italië
- (NL): Nederland
- (VK): Verenigd Koninkrijk
- (VS): Verenigde Staten
- (ZWI): Zwitserland